# Valcarría
Valcarría (llamada oficialmente Santo Estevo de Valcarría) es una parroquia española del municipio de Vivero, en la provincia de Lugo, Galicia.

## Otras denominaciones
La parroquia también es conocida por los nombres de San Esteban de Valcarría y San Estevo de Valcarría.

## Organización territorial
La parroquia está formada por veintiséis entidades de población, constando veintitrés de ellas en el nomenclátor del Instituto Nacional de Estadística español:

### Entidades de población
Entidades de población que forman parte de la parroquia:
- Albo (O Albo)
- Allas (Os Allás)
- Basoiral (O Vasoiral)
- Cacheiro (O Cacheiro)
- Castañal
- Cora
- Corredoira (A Corredoira)
- Forxan (Forxán)
- Galea
- Outeiro (O Outeiro)
- Paxariña (A Paxariña)
- Pedrosa
- Poo (Po)
- Reiverte (Reiberte)
- Seixas
- Suasbarras
- Torre (A Torre)
- Valado (O Valado)
- Vilamea (Vilameá)
- Xuncal (O Xuncal)

### Despoblados
Despoblados que forman parte de la parroquia:
- Aroy (Aroi)
- Cancelo
- Mañar
- Nadal (O Nadal)
- Porto do Río
- Reboiras

## Demografía
| Gráfica de evolución demográfica de Valcarría entre 2000 y 2021 |
|                                                                 |
| Datos según el nomenclátor publicado por el INE.                |